# La generazione fortunata. Lo speciale destino toccato a chi è nato tra il 1935 e il 1955
La generazione fortunata. Lo speciale destino toccato a chi è nato tra il 1935 e il 1955 è un saggio di carattere sociologico scritto da Serena Zoli, giornalista per il Corriere della Sera, pubblicato da Longanesi nel 2005.
Nel saggio della Zoli viene tracciato il destino di tutti quei giovani degli anni Sessanta e Settanta che, come dice la scrittrice, si trovavano con "i piedi nel Medioevo e la testa nel Duemila".
Secondo la scrittrice, i ragazzi e le ragazze di quegli anni appartengono ad una generazione che fu capace di guardare al mondo con una nuova energia, affrontandolo e cambiandolo nel migliore dei modi.
Ragazzi e ragazze che hanno avuto la fortuna di poter sognare "sogni come progetti personali, sogni come ideali collettivi, sogni come ottimismo sulle sorti dell'umanità e sul contributo che noi, ciascuno di noi, avremmo potuto dare. Sogni come utopia, certo, ma un bellissimo proverbio magrebino afferma, sì, - nessuna carovana ha mai raggiunto l'utopia, però è l'utopia che fa andare avanti le carovane -".
La Zoli descrive le condizioni storiche favorevoli di quei tempi e analizza i primi tempi della guerra e del dopoguerra che afferma difficili, permeati dai valori, dalle usanze e dalla povertà simili alle epoche passate ma che si trasformarono in seguito in un lungo periodo di pace, dove il progresso e la modernità sembrava galoppare a ritmo veloce e senza alcuna minaccia.
La giovinezza di questi ragazzi e ragazze scorre tra il boom economico che porta benessere, sicurezza di un lavoro, possibilità di sceglierlo e cambiarlo sotto la protezione della maggiore tutela sindacale e previdenziale, con la certezza di poter vivere fino alla pensione con sicure prospettive.
I ragazzi e le ragazze degli anni analizzati dalla Zoli sono anche i primi a crescere "sani e belli" grazie agli antibiotici nati con loro e al progresso che in campo medico raggiunge in quel periodo i suoi massimi trionfi.
Costoro sono anche i primi a conoscere le ferie e le vacanze e a poter viaggiare, anche in autostop e con pochi soldi in tasca, attraverso un mondo che non presenta particolari pericoli.
Sono questi gli anni in cui crescono i diritti civili, come l'introduzione del divorzio, dell'aborto e del nuovo diritto di famiglia ed esplode il femminismo mutando la condizione della donna.
In questo libro la Zoli, parlando di sé e dei suoi coetanei, traccia il bilancio di un'Italia che si è molto trasformata e migliorata ma che ora deve affrontare un momento storico molto diverso e assai difficile che, colpendo i giovani d'oggi con i falsi ideali del guadagno e del consumo, li rende insicuri per il loro domani.

## Edizioni
- Serena Zoli, La generazione fortunata. Lo speciale destino toccato a chi è nato tra il 1935 e il 1955, collana IL CAMMEO, Longanesi, 2005,  p. 243, ISBN 88-304-2225-8.